# Dominique Delort
 (novembre 2020).
Il peut être nécessaire de l'améliorer pour respecter le principe de neutralité de point de vue. Veuillez consulter la page de discussion pour plus de détails.

Dominique Delort, né le 30 décembre 1946 à El-Biar, sur les hauteurs d’Alger, est un général de corps d’armée français,,.

## Carrière
Ancien élève de l'École spéciale militaire de Saint-Cyr ( ESM), promotion Lieutenant-colonel Brunet de Sairigné, il choisit les troupes de Marine /option blindés. Il sert au 43e régiment d’infanterie de marine (RIMa) en Allemagne, puis à Djibouti, au 5e régiment interarmes d'outre-mer (5e RIAOM), comme chef de peloton.
Alors qu'il est instructeur à Saumur, il est nommé capitaine et prend le commandement du 1er escadron du Régiment d'infanterie chars de marine (RICM), à Vannes. En 1978, engagé avec son unité au Liban dans la Force intérimaire des Nations unies au Liban (FINUL), il est fait chevalier de la Légion d'honneur à titre exceptionnel. Puis il est envoyé au Tchad dans le cadre de l'opération Tacaud jusqu'à la bataille d'Abéché.
Après deux ans au Sénégal, comme officier renseignement, il est reçu à l'École supérieure de guerre. Puis il est affecté à l’Inspection des troupes de Marine, avant d'être nommé commandant de bataillon à l’ESM de Saint-Cyr en 1986 (promotion Général Callies).
En 1989, nommé colonel, il prend le commandement du 5e RIAOM à Djibouti et participe, lors de l’effondrement du régime Mengistu, à l’opération Godoria.
Il est nommé en 1991 à Paris conseiller "Afrique" du Chef d’état-major des armées. Il participe à la gestion de différentes crises dont celle du Rwanda,. En 1993, il prend temporairement le commandement, à Kigali, de l'opération Noroît,.
Admis en 1994 comme auditeur national à l'Institut des hautes études de Défense nationale (IHEDN), il en sort pour devenir le conseiller "Afrique Moyen-Orient" du Chef d’état-major des armées (CEMA).
De 1997 à 2000, officier général, il commande le Centre Opérationnel InterArmées (COIA). À ce titre, il assure sous les ordres du CEMA, les actions de conduite de toutes les opérations extérieures et intérieures dans lesquelles sont engagées les forces armées françaises. Une des plus importantes est l'opération interarmées Trident menée contre la Serbie de Milosevic.
De 2000 à 2002, il est Commandant supérieur des forces françaises aux Antilles, avant de rejoindre Lille comme adjoint du commandant de la Force d’action terrestre.
En février 2003, il est élevé au rang et appellation de général de corps d'armée. De 2003 à 2005 il est Commandant de la région Terre nord-ouest et officier général de zone de défense, à Rennes.
Admis en deuxième section, i.e. en retraite, Il est ensuite président de la Saint-Cyrienne (association des anciens élèves de Saint-Cyr) ainsi que président du comité national d'entente des associations patriotiques et du monde combattant. (Il est aussi consultant pour une grande entreprise d'assurance,). Il s'oppose avec force à ce titre au transfert des cendres de Jean Zay au Panthéon,,. En 2011 il participe directement aux travaux qui ont fini par déboucher sur la loi faisant du 11 novembre la commémoration de tous les morts pour la France. Il quitte cette fonction en 2017.
En 2020, il est coopté comme vice-président de l'Association des Écrivains Combattants à la suite du décès du général de l'armée de l'air Forget.
Il est membre de l'Académie des sciences d'outre-mer depuis 2023.

## Décorations
- Commandeur de la Légion d'honneur[27]

- Grand'Croix de l'Ordre National du Mérite[28]

- Croix de la Valeur militaire avec quatre citations

- Croix du combattant

## Publications
- L’Escadron Bleu, Liban -Tchad 77-79, Lavauzelle, 2018[29]

- 11 Novembre, Les Soldats reconnus, Lavauzelle, 2018[30]
- Guerre au Rwanda, l'espoir brisé, 1991-1994 . Perrin et Pierre de Taillac, 2021[31],[32],[33],[34],[35],[36],[37],[38]
- 2030, la guerre de retour. Le Sémaphore, 2022  (ISBN 978-235226-0639)[39]
- 2031, les batailles de la Présidente. Le Sémaphore 2024   (ISBN 978-235226-0844)